# Angelo Musone
Angelo Musone est un boxeur italien né le 19 septembre 1963 à Marcianise.

## Carrière
Il remporte aux Jeux olympiques d'été de 1984 à Los Angeles la médaille de bronze dans la catégorie poids lourds.

## Palmarès

### Jeux olympiques
- Médaille de bronze en -91 kg aux Jeux de 1984 à Los Angeles,   États-Unis